# 中山英子
中山 英子（なかやま えいこ、1970年9月28日 - ）は、長野県松本市出身のスケルトン選手。地元信濃毎日新聞記者時代、長野オリンピック取材をきっかけにスケルトン競技をスタートし、53年ぶりにオリンピック種目に復活した2002年のソルトレークシティーオリンピックに日本女子初の代表選手として出場。新聞記者と二足のわらじを履いた異色の選手として注目された。2006年トリノオリンピックに連続出場。長きにわたり、そり競技の発展を目指してけん引。2016年、選手選考基準を巡ってスポーツ仲裁裁判を行い、スポーツ現場の公正を訴えた。引退後は2020東京オリンピック・パラリンピック大会で海外競技団体の事前キャンプなどに取り組んだ。

## 来歴
長野県松本県ヶ丘高等学校出身。早稲田大学社会科学部卒。信濃毎日新聞社所属（記者）。
大学時代、学生新聞の早稲田スポーツの記者として野球、水泳、陸上を担当した。1993年早稲田大学が箱根駅伝優勝の際、チーフとして箱根駅伝特集号発行のため取材。
1994年に信濃毎日新聞に入社し、1998年長野オリンピック・パラリンピックには運動部記者として関わった。ポスト五輪に高い関心を持ち、取材活動。
1997年にスケルトンの第一人者である越和宏に取材。施設の後利用が課題とされていたそり競技施設長野市ボブスレーリュージュパークスパイラルにとって、スケルトンは救世主になるのではと考えるようになりスケルトンに注目。長野五輪後、選手らに勧められて始めたスケルトン競技にはまり、自らも競技を始める。
2002年ソルトレークシティオリンピック日本代表（12位）、2006年トリノオリンピック日本代表（14位）。スケルトンワールドカップでは2003年サンモリッツ大会で5位入賞したことがあり、全日本スケルトン選手権大会では4回優勝している。
2011年、勤続18年で信濃毎日新聞社を退社し、実家の日新堂製菓の所属となって競技に専念。2015年までワールドカップ、インターコンチネンタルカップ、ヨーロッパカップ、ノースアメリカンカップなど欧米諸国を転戦。
2016年6月、日本ボブスレー・リュージュ・スケルトン連盟に対し、海外レース選手選考の不正をただすよう、自身を含めた女子選手４人で日本スポーツ仲裁機構に申し立てを行う。
2016年10月和解。
2016年12月、長野市スパイラルで行われたスケルトン日本選手権3位を最後に現役選手を引退。